# Hans (gemeente)
Hans is een gemeente in het Franse departement Marne (regio Grand Est), arrondissement Châlons-en-Champagne. Het telt 133 inwoners (1999). De oppervlakte bedraagt 19,5 km², de bevolkingsdichtheid is 6 inwoners per km².

## Demografie
Onderstaande figuur toont het verloop van het inwonertal (bron: INSEE-tellingen).

1. ↑  Populations de référence 2022.